# Melvin Flynt – Da Hustler
Melvin Flynt – Da Hustler è il secondo album solista del rapper statunitense Noreaga, pubblicato il 24 agosto 1999 e distribuito da Tommy Boy Records e Penalty, sotto etichetta della Warner, per i mercati di Stati Uniti, Regno Unito, Giappone, Australia e Polonia. Negli USA e in Regno Unito, la commercializzazione è partecipata con Thugged Out Entertainment, mentre nel mercato polacco la distribuzione è affidata anche alla Warner.
L'album presenta la partecipazione di Missy Elliott, Kelis, Juvenile e Lil Wayne tra gli altri. Alle produzioni i Trackmasters, The Neptunes e Swizz Beatz. Simbolica la copertina, che, secondo Keith Farley di Allmusic, «raffigura Noreaga in lotta tra sé stesso e ciò che l'industria musicale vuole che diventi per vendere di più.» Farley assegna al disco tre stelle su cinque, applaudendo l'idea dell'alter ego dell'artista e criticando, in parte, la produzione.
Melvin Flynt raggiunge la top ten sia nella Billboard 200 sia tra gli album hip hop negli Stati Uniti, ma non è un successo commerciale.
| Recensione | Giudizio |
| ---------- | -------- |
| AllMusic   | [ 1 ]    |

## Tracce
1. Hospital / Funeral Intro – 3:42
2. Sometimes (featuring Maze) – 5:03 (musica: EZ Elpee)
3. Gangsta's Watch – 3:55 (musica: SPK)
4. Da Hustla (featuring Maze & Musolini) – 3:31 (musica: Trackmasters)
5. Cocaine Business (Hysteria) (featuring Kelis) – 4:13 (musica: The Neptunes)
6. The Pigeon (Skit) – 1:07
7. Blood Money Pt. 3 – 3:49 (musica: EZ Elpee)
8. Wethuggedout (featuring Missy Elliott) – 4:54 (musica: Swizz Beatz)
9. Going Legit (featuring Musolini) – 3:53 (musica: SPK)
10. Real or Fake Niggas (featuring Final Chapter) – 3:34 (musica: Shuga Bear)
11. What the Fuck Is Up? (featuring Scarlet O' Harlem) – 3:48 (musica: Trackmasters)
12. First Day Home – 4:05 (musica: SPK)
13. Da Tunnel (Skit) – 1:01
14. Hold Me Down (featuring Final Chapter & Troy Outlaw) – 4:46 (musica: SPK)
15. If U Want It – 4:20 (musica: SPK)
16. Oh No – 4:31 (musica: The Neptunes)
17. Play That Shit (featuring Lil Wayne, Juvenile, Musalini Maze & Goldfingaz) – 3:39 (musica: Mannie Fresh)
18. Flagrant Cops – 4:29 (musica: SPK)
19. Animal Thug Goes Hollywood (Skit) – 2:03

Durata totale: 70:23

## Classifiche
| Classifica (1999)         | Posizione massima |
| ------------------------- | ----------------- |
| Stati Uniti               | 9                 |
| Canada                    | 20                |
| US Top R&B/Hip-Hop Albums | 3                 |